# كين بيركهارت
كين بيركهارت (بالإنجليزية: Ken Burkhart)‏ هو لاعب كرة قاعدة أمريكي، ولد في 18 نوفمبر 1916 في نوكسفيل في الولايات المتحدة، وتوفي في 29 ديسمبر 2004 بسبب نفاخ رئوي.

## وصلات خارجية
- كين بيركهارت على موقعبيزبول رفرنس.كوم (الدوري الرئيسي) (الإنجليزية)
- كين بيركهارت على موقعبيزبول رفرنس.كوم (الدوري الثانوي) (الإنجليزية)
- كين بيركهارت على موقع قاعة تينيسي للمشاهير الرياضية (الإنجليزية)